# Ecnomus alkaios
Ecnomus alkaios är en nattsländeart som beskrevs av Malicky och Chantaramongkol 1997. Ecnomus alkaios ingår i släktet Ecnomus och familjen trattnattsländor. Inga underarter finns listade i Catalogue of Life.